# Неплюєв Іван Іванович
Неплюєв Іван Іванович (5 (15) листопада 1693 — 11 (22) листопада 1773) — представник роду Неплюєвих, дипломат, головний командир Малоросійського тимчасового Правління гетьманського уряду (з 7 жовтня по 30 листопада 1741 року), Київський губернатор (2 березня 1740 — 7 жовтня 1741 рр.), Оренбурзький губернатор (1744—1758 рр.), Санкт-Петербурзький генерал-губернатор (з вересня 1762 по червень 1763 рр. та з червня по липень 1764 року).

## Перші кроки
Батьком І.Неплюєва був новгородський поміщик Неплюєв Іван Микитович (1672—1709), а матір'ю княжна Мишецька Марфа Петрівна (1673—1715).
Після закінчення Нарвської навігаційної школи (в 1715 році) та Петербурзької морської академії (в 1716 році) почав службу гардемарином на Ревельскому флоті. Згодом продовжиав навчання у Венеції
Після успішної здачі в 1720 році іспиту в присутності Петра І був призначений головним командиром над усіма судами, що шикуються в Петербурзі. Потім морську службу змінив на дипломатичну роботу.

## Керівництво в Києві та Глухові
Майже два місяці з 7 жовтня по 30 листопада 1741 року працював на посаді Головного командира Правління гетьманського уряду. А перед цим, майже два роки був Київським губернатором (з 2 березня 1740 до 7 жовтня 1741 рр.).
Так терміново був відставлений через донос, що був написаний новопризнаіченій імператриці Єлизавет Петрівні. І.Неплюєва навіть заарештовали, позбавили чину таємного радника, ордена Святого Олександра Невського і маєтків.

## Оренбург
В 1742 році все стало на свої місця: імператриця призначає його Оренбурзьким губернатором. За 16-річне пправління І.Неплюєв заснував Оренбург та створював підприємства, школи та церкви. Також для захисту від набігів було засновано 70 фортець по річках Самара, Урал, Уй, Тобол..

## Санкт-Петербург
У 1758 році подав у відставку але продовжував діяльність. З 1760 по 1762 рр. працює сенатором і конференц-міністром.
У вересні 1762 році стає Санкт-Петербурзьким генерал-губернатором. У червні 1763 року подає у відставку. Однак через рік знов обіймає цю посаду — з червня по липень 1764 року.

## Родина
6 вересня 1711 року І.Неплюєв обвінчався з Феодосією Федорівною Татищевою (1695 — 4.12.1740). У них народилось шестеро дітей:
- Адріан (1712—1750) — навчався в Голландії; в 1721 році поїхав з батьком в Константинополь; з 1740 р. — секретар Колегії іноземних справ, потім секретар посольства до Туреччини; з 1745 — резидент в Константинополі;
- Марія (1714—1769) — дружина віце-адмірала Воїна Яковича Римського-Корсакова (1702—1757) — прадід композитора Миколи Андрійовича Римського-Корсакова (1844—1908).
- Сергій (1716—1723);
- Марфа (1721—1721);
- Анна (1730—1781) — дружина дійсного таємного радника Михайла Кіпріановіча Луніна (1712—1776);
- Микола (1731—1784), віце-президент Комерц-колегії, сенатор, таємний радник.

В другому шлюбі (з 7 жовтня 1741 року) з фрейліною Ганною Іванівною Паніною (1717—1745) дітей не було.